# Consejo Federal (Austria)
El Consejo Federal (en alemán: Bundesrat) es una de las dos cámaras del Parlamento de Austria. De acuerdo con la Constitución de Austria, el Consejo Federal comparte el poder legislativo como Cámara alta con el Consejo Nacional de Austria (Nationalrat). 
El Bundesrat es la cámara de representación de los estados y una de sus características es que sus miembros no están obligados por la disciplina de voto, pudiendo votar individualmente lo que consideren, lo que le diferencia del Bundesrat de Alemania.
Sus miembros son elegidos por los parlamentos de cada Estado (Landtag), en proporción a la composición de éstos, por períodos de 5 a 6 años. Al menos un senador debe representar a la minoría mayoritaria de cada Landtag. El número de representantes delegados por cada estado oscila entre tres y doce, según su población.

## Enlaces externos

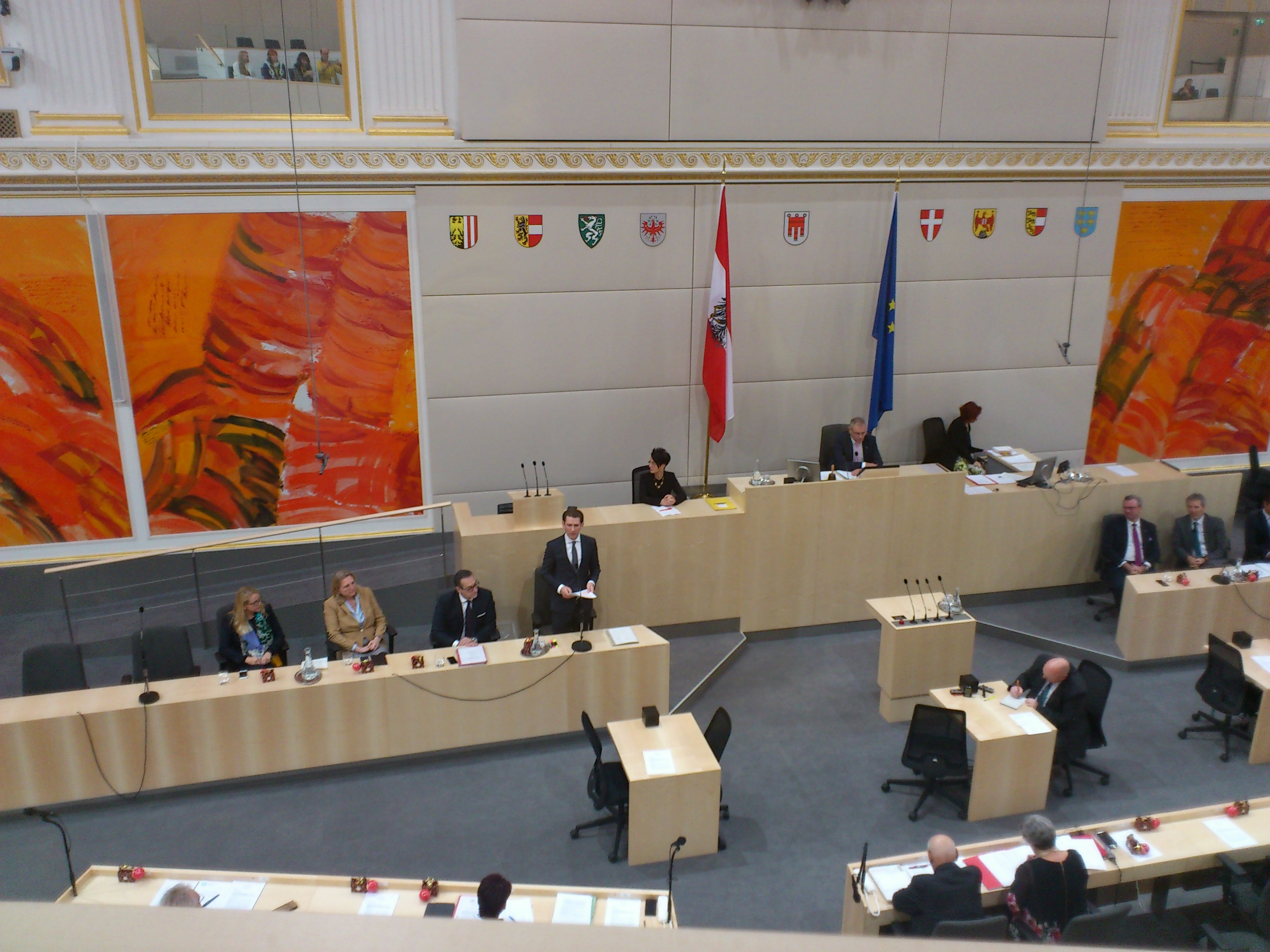
El Canciller Federal Sebastian Kurz se dirige al Consejo Federal.